# Ахтиар (село)
Ахтиар (также Акяр, Акйар, Акъяр; укр. Ахтіар, крымскотат. Aqyar, Акъяр) — исчезнувшее селение в Севастополе, располагавшееся на северном берегу Севастопольской бухты, примерно в Графской балке на западной окраине Инкермана.

## История
Впервые в исторических документах селение встречается в «Османском реестре земельных владений Южного Крыма 1680-х годов», согласно которому в 1686 году (1097 год хиджры) Акйар входил в Мангупский кадылык эялета Кефе. Всего упомянуты 23 землевладельца, все мусульмане, владевших 827,5 дёнюмами земли. После обретения ханством независимости по Кючук-Кайнарджийскому мирному договору 1774 года «повелительным актом» Шагин-Гирея 1775 года селение было включено в Крымское ханство в состав Бакчи-сарайского каймаканства Мангупскаго кадылыка, что зафиксировано и в Камеральном Описании Крыма… 1784 года, в котором Акъяр, как жилое, упоминается в последний раз. Ахтияр ещё подписан на карте Фёдора Чёрного 1790 года. Затем, видимо в результате эмиграции крымских татар в Турцию, последовавшую после присоединения Крыма к России (8) 19 апреля 1783 года деревня опустела и в дальнейшем в доступных исторических документах не встречается. На карте из сборника Петра Кеппена 1836 года обозначено всего лишь урочище Ахтиар. А. Л. Бертье-Делагард, в статье 1888 года, приводит, без указания даты, сведения, что «Ак-яр — жалкая татарская деревушка в 8 домов на берегу… в Сухарной балке…».